# Marita Bonner
Marita Bonner (* 16. Juni 1898 in Brookline; † 6. Dezember 1971 in Chicago) war eine afroamerikanische Schriftstellerin und Dramatikerin. Sie gilt als eine der wichtigsten Vertreterinnen der Harlem Renaissance.

## Leben
Marita Bonner wuchs mit drei Geschwistern in Brookline auf. Nach der High School studierte sie Komparatistik, Englisch, Germanistik und Komposition. Ab 1924 unterrichtete sie an der Armstrong High School in Washington, D.C.
1925 gewann ihr Essay On Being Young – a Woman – and Colored den ersten Preis eines Wettbewerbs, der von der Zeitschrift The Crisis, dem offiziellen Magazin der NAACP, lanciert wurde. Sie knüpfte Beziehungen zu afroamerikanischen Schriftstellerinnen und Schriftstellern. Ihre Kurzgeschichten erschienen in The Crisis und Opportunity, der Zeitschrift der National Urban League (NUL).
Beeinflusst von der Dramatikerin Georgia Douglas Johnson und weiteren Dramatikern, die in ihrem Salon verkehrten, begann sie Ende der 1920er-Jahre Theaterstücke zu schreiben. Ihr Stück The Purple Flower gilt allgemein als ihr Hauptwerk. Die Schriftstellerin Margaret Wilkerson Sexton bezeichnet das Stück als das vielleicht provokanteste Stück einer schwarzen Frau in der ersten Hälfte des 20. Jahrhunderts. In der Anthologie Black Female Playwrights: An Anthology of Plays before 1950 heißt es, das Stück sei das erste einer schwarzen Autorin, dass sich von einem realistischen Stil ab- und zu einem surrealistischen Stil zuwende, fast 35 Jahre vor Adrienne Kennedys Funnyhouse of a Negro (1962).
Zu Lebzeiten Bonners wurden ihre Stücke nicht aufgeführt.
1930 heiratete Bonner William Almy Occomy und zog mit ihm ein Jahr später nach Chicago.
1941 gab sie ihre schriftstellerische Tätigkeit auf, kümmerte sich um ihre Kinder und kehrte zum Schuldienst zurück.
1971 starb sie an den Folgen einer Rauchgasvergiftung.
Bonners Nachlass wird im Archiv des Radcliffe College in der Harvard-Universität aufbewahrt.

## Werke

### Essays
- On Being Young – a Woman – and Colored (1925)
- The Yong Blood Hungers (1928)

### Theaterstücke
- The Pot Maker: A Play to Be Read (1927)
- The Purple Flower (1928)
- Exit, an Illusion: A One-Act Play (1929)
- Muddled Dream, o. A., verschollen[6]

### Kurzgeschichten
- The Hands: A Story (1925), dt. Übersetzung von Ciani-Sophia Hoeder: Die Hände. Eine Geschichte. In: Sandra Kegel (Hg.): Prosaische Passionen. Die weibliche Moderne in 101 Short Storys. München 2022, S. 466–470
- The Prison-Bound (1926)
- Nothing New (1926)
- One Boy’s Story (1927)
- Drab Rambles (1927)
- A Possible Triad on Black Notes (1933)
- Tin Can (1934)
- A Sealed Pod (1936)
- Black Fronts (1938)
- Hate Is Nothing (1938)
- The Makin's (1939)
- The Whipping (1939)
- Hongry Fire (1939)
- Patch Quilt (1940)
- One True Love (1941)
- On the Altar (1937–40)
- High Stepper (1938–40)
- Stones for Bread (1940)
- Reap It As You Sow It (1940–41)
- Light in Dark Places (1941)